# هانز فون بولوف
هانز فون بولوف (بالألمانية: Hans von Bülow) ( 1830 – 1893 ) عازف بيانو وقائد أوركسترا ألماني، كرّس حياته لدراسة الموسيقى، عقب استماعه إلى أوبرا لوهندرين 1850 بمدينة فايمار بقيادة ليست الذي درس معه بيانو، قاد الأوركسترا في الحفلات الأولى لأوبرات ريتشارد فاغنر.
تزوج 1857 من كوزيما ابنة فرانز ليست، التي هجرته سنة 1869 وتزوجت من ريتشارد فاغنر، وكان أول من أطلق باخ وبيتهوفن وبرامز اسم : باءات الموسيقي الثلاثة.

## روابط خارجية
- هانز فون بولوف على موقع الموسوعة البريطانية (الإنجليزية)
- هانز فون بولوف على موقع ميوزك برينز (الإنجليزية)
- هانز فون بولوف على موقع إن إن دي بي (الإنجليزية)
- هانز فون بولوف على موقع ديسكوغز (الإنجليزية)